# 三聖母
三聖母（さんせいぼう、三聖公主、華岳聖母、聖母三娘）は、中国の神話伝説『宝蓮灯』に登場する華山蓮花峰の上にある「聖母宮」に住む仙女。玉皇大帝の妹姫・瑤姫と人間の男子・楊氏の一人娘であり、楊昭と楊戩（二郎神）の妹にあたる。本名は楊蓮とも言われている。五方上帝に重視された豊穣神。中国唐時代の詩人・李白の五言絶句『古風』の訳詞より三聖母は玉女仙子の異名も持っている。
『宝蓮灯』の伝説に記述がある。三聖母は強大な力を含む秘宝「宝蓮灯」を持って人間界に降り、書生の劉彦昌に出会う。やがて相思相愛の仲となり結婚し、息子・沈香を産んだ。それが三聖母の兄・二郎神に見つかり、三聖母は天界を逃げ出し人間の男子と結婚するという仙界の法則を犯した罪により、華山の蓮花峰の下に監禁された。その際、三聖母の侍女である巫女・霊芝の手引きにより、沈香と劉彦昌を人間界に護送させる。